# Coryllis des Sula
Loriculus sclateri
Espèce
Statut de conservation UICN

 LC  : Préoccupation mineure
Statut CITES
Le Coryllis des Sula (Loriculus sclateri), aussi connu en tant que Coryllis de Sclater, est une espèce d'oiseaux endémique des forêts des îles Banggai et Sula en Indonésie.

## Description
Long de 14 cm, il a un plumage orange ou rouge sur le dessus, le reste est vert sauf la gorge rouge.

## Sous-espèces
Selon A. Peterson:
- Loriculus sclateri ruber Meyer,AB & Wiglesworth 1896
- Loriculus sclateri sclateri Wallace 1863